# Viski János (festő)
Viski János (Szokolya, 1891. szeptember 12. – Budapest, 1987. május 7.) festő; elsősorban állatfestőként és a falusi élet hiteles tolmácsolójaként vált ismertté világszerte.

## Életútja
Viski János és Csúrja Julianna fiaként született. Elemi iskoláit a szokolyai református iskolában végezte. Rajztehetségére hamar felfigyeltek, így került 1905-ben, 14 évesen Budapestre, az Iparos Rajziskolába, majd az Iparművészeti Főiskolára. Tanulmányi végeztével a Képzőművészeti Akadémiára iratkozott be. Mestere Zemplényi Tivadar volt.
1912-ben a kecskeméti művésztelepen dolgozott, 1913-tól voltak tárlatai. 1920. június 8-án Budapesten, a Józsefvárosban feleségül vette Juhász Juditot. 1923-29-ig Dél-Amerikában dolgozott. Amerre csak járt, mindenütt kiállították képeit, ünnepelték. Hazatérése után, 1944-ig a budapesti tárlatokon nyolc kitüntetést nyert. 1961-ben a Képzőművészeti Alap tagja lett.
Minden alkotása a magyar múlt, a magyar élet egy-egy kiragadott és megörökített darabja. A falusi tájat, a magyar pusztát jelenítette meg, de előtérbe kerülő fő alakjai mindig a lovak. Mozgásérzetet keltő kompozícióin – a ménes vad fújtatásában, erőtől duzzadó, feszülő izmaikban is – a könnyed lágyságot kereste.
Festett arcképeket és történelmi témákat is, például Koppány leveretése (1938), Rákóczi búcsúja (1941). Várakozó kocsi című képét a Magyar Nemzeti Galéria őrzi. 1982 őszén Kuruclesen című nagyméretű olajfestményét szülőfalujának, Szokolyának ajándékozta.
95 éves korában hunyt el, 1987. május 21-én délután helyezték örök nyugalomra Budapesten, a Farkasréti temetőben.
Viski János és felesége hamvait 2013. szeptember 13-án újratemették a szokolyai református temetőben.